# Gourami perlé
Trichopodus leerii
Espèce
Synonymes
Trichogaster leerii (Bleeker, 1852)
Statut de conservation UICN

 NT  : Quasi menacé
Le gourami perlé (Trichopodus leerii), nommé aussi Gourami lerry ou Gourami mosaïque, est une espèce de poissons de la famille des Osphronémidés, qui vit dans les eaux chaudes d'Asie du Sud-Est. C'est une espèce de gourami colorée et calme, appréciée en aquariophilie.

## Description de l'espèce

### Morphologie
C'est un poisson de 10 à 12 cm de long, de couleur argentée avec le dos verdâtre, aux motifs de perles multicolores scintillantes et au ventre rouge orangé. Une ligne latérale noire part du nez jusqu'à la queue et se termine part un "œil" noir. Il possède de très longues antennes dont il se sert parfois pour palper les obstacles ou les autres poissons.
L'espèce présente un dimorphisme sexuel. Les mâles ont une nageoire dorsale plus longue et pointue que celle des femelles. Leurs flancs sont généralement plus rouges que ceux des femelles.

### Comportement
Le Gourami perlé possède un appareil respiratoire auxiliaire nommé "labyrinthe" dont il se sert pour respirer à la surface.
Il a une alimentation omnivore.
Sociable en temps ordinaire, il devient agressif en période de frai quand il protège son nid.

### Reproduction
Le gourami perlé est un poisson de type "à labyrinthe", comme le Betta splendens, il construit un nid de bulles à la surface. 
Isolez un mâle et une femelle dans un aquarium de 50L, avoisinant les 28 °C. Le bac est ensuite séparé en deux à l'aide d'un grillage souple ou d'une vitre, d'un côté le mâle, de l'autre la femelle. La présence dans l'aquarium d'une plante flottante du type "Lemna minor" est importante, le sable n'est pas nécessaire. Une fois le nid de bulle construit, retirez la séparation, vous assisterez alors à une véritable parade de couleurs. Une fois les oeufs déposés dans le nid, retirez la femelle. Retirez ensuite le mâle au bout de deux-trois jours, une fois les alevins éclos (quand ils nagent), vous pourrez les nourrir de larves d'artémias et d'infusoires.   
La femelle pond de 300 à 500 œufs. L'incubation dure 24 à 48 heures, et au bout de trois jours on peut voir les alevins en nage libre.
Un Gourami perlé peut vivre plus de 8 ans.

### Habitat naturel
Il vit dans les eaux chaudes des marais et des cours d’eau avec une végétation tropicale dense d'Asie du Sud-Est : Malaisie, Thaïlande en particulier dans le fleuve Chao Phraya, Bornéo et Sumatra.

## Maintenance en captivité
| Origine         | Asie du Sud-Est | Eau           | Eau douce       |
| Dureté de l'eau | 5 à 15 °GH      | pH            | 6,5 à 7,5       |
| Température     | 24 à 28 °C      | Volume mini.  | 100 l           |
| Alimentation    | Omnivore        | Taille adulte | env. 10 à 12 cm |
| Reproduction    | Ovipare         | Zone occupée  | Surface         |
| Sociabilité     | Bonne           | Difficulté    | Facile          |

Le gourami perlé est l'un des poissons les plus recommandés pour les débutants. Il est paisible et ne demande pas de nourriture particulière. Ce poisson magnifique est très apprécié dans un aquarium peuplé d'espèces assez grandes, peu remuantes et pacifiques, en privilégiant celles qui viennent, comme lui, d'Asie du Sud-Est. Il devient seulement agressifs en période de frai. Il faut parfois se méfier du comportement des mâles avec les Betta splendens (préférer une femelle pour la cohabitation de ces deux espèces).
Omnivore, la nourriture en paillettes ne lui pose aucun problème, bien qu'il soit important de varier son alimentation (en lui proposant, par exemple des vers de vases, ou des aliments congelés).
Le gourami perlé n'est pas très exigeant envers la qualité de l'eau. La chimie de l'eau n'est pas très importante non plus, mais il semblerait qu'il préfère une eau douce (mais tolère une dureté de 5 à 30° dGH) et légèrement acide (pH toléré entre 6,5 et 8,5). Une température comprise entre 24 et 28 °C est optimale.

## Galerie

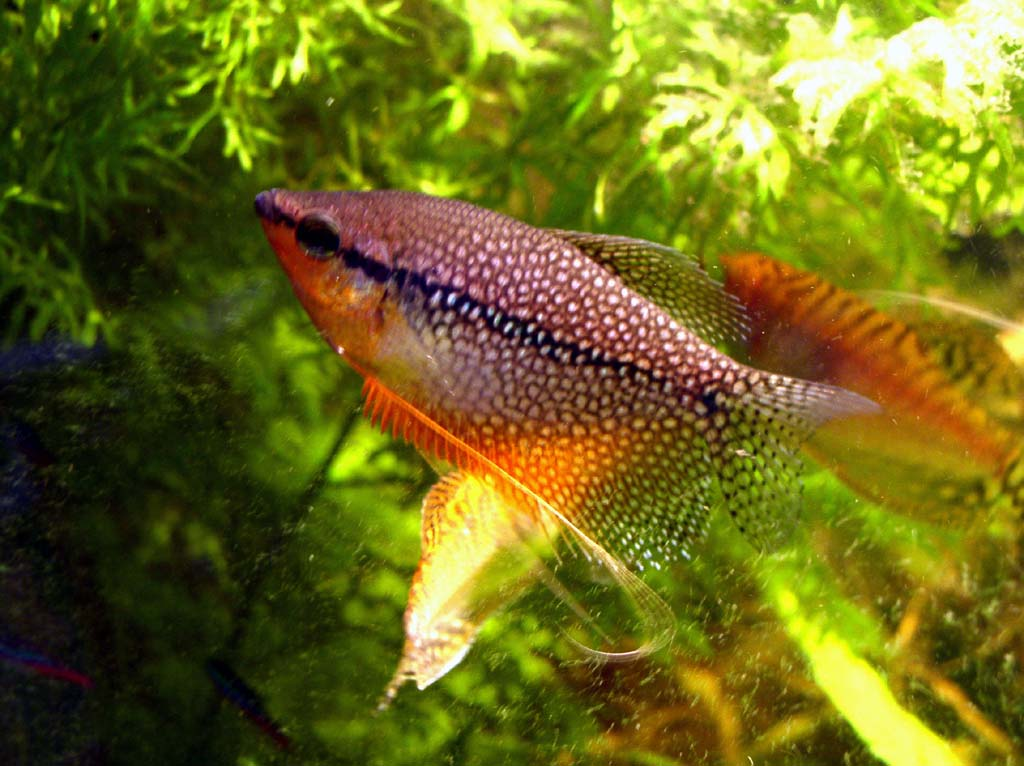
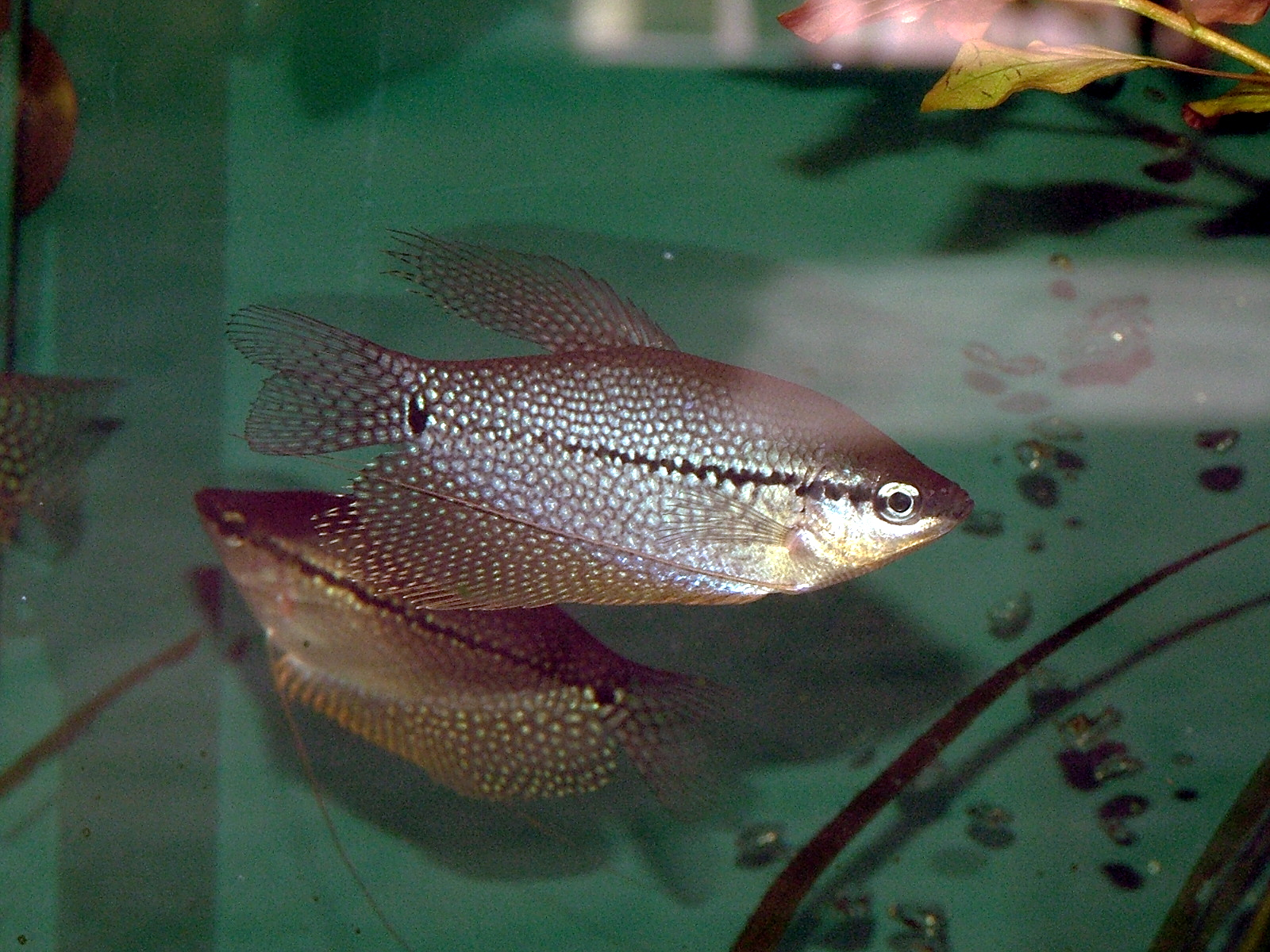
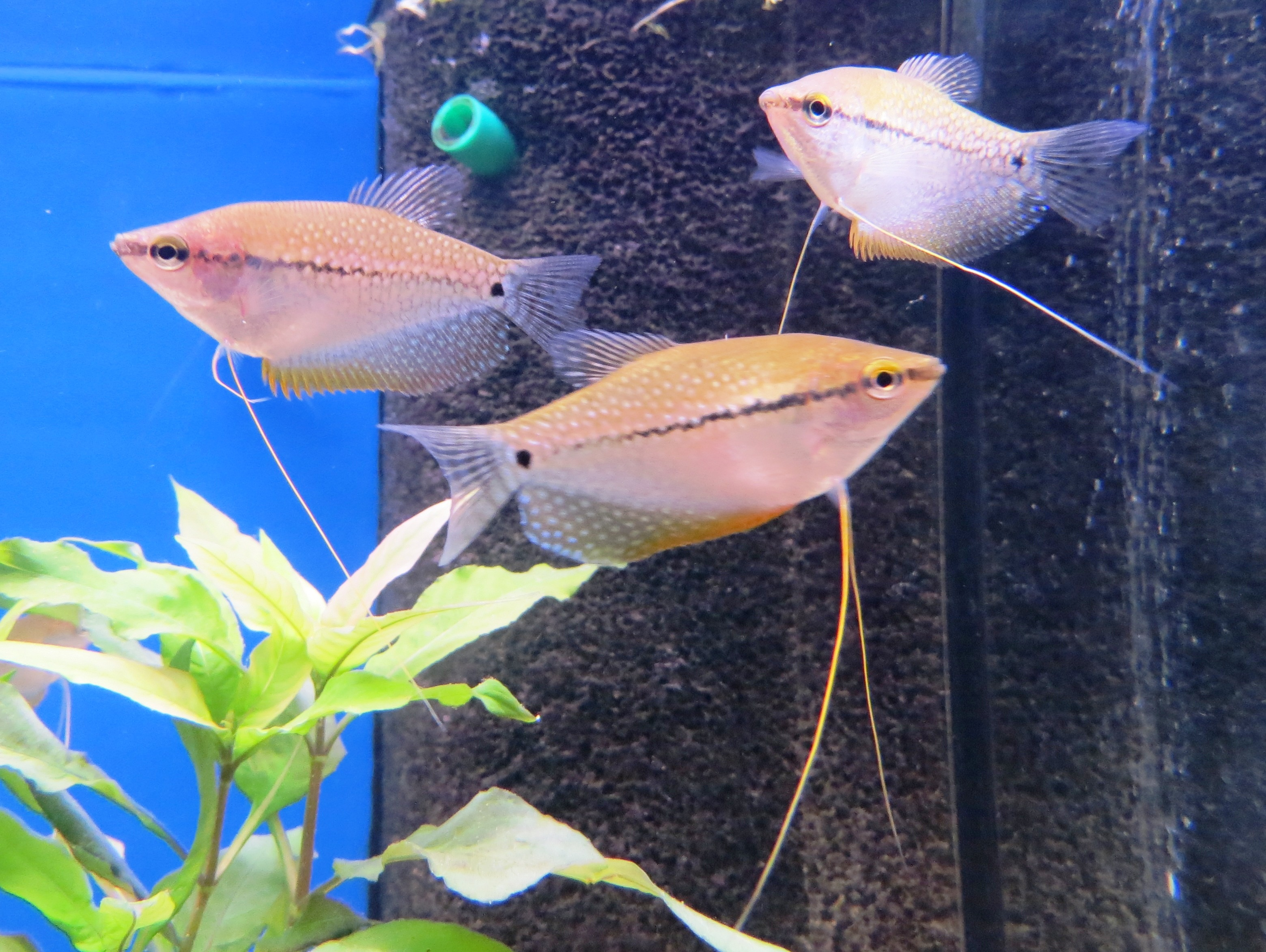

### Reproduction en aquarium
Le frai peut être déclenché plus facilement par une augmentation de la température jusqu'à 28°. La hauteur de l'eau doit être de 12 cm en moyenne.
Il est recommandé de fournir généreusement le bac de ponte d'une végétation (ex: Lemna minor) qui servira d'une part de support pour le nid de bulles que va confectionner le mâle, mais qui permettra également à la femelle de se cacher car le mâle a tendance à la brutaliser pendant cette période.
Quand les alevins sont nés, il est temps de retirer le mâle et de commencer à les nourrir avec des infusoires. Une semaine après la ponte, ils devraient être en mesure de gober des nauplies d'artémias, qui s'avèrent être la nourriture idéale.